# Rolamp
Rolamp är en sjö i Arvika kommun i Värmland och ingår i Göta älvs huvudavrinningsområde. Sjön är 23 meter djup, har en yta på 0,437 kvadratkilometer och befinner sig 267,2 meter över havet. Sjön avvattnas av vattendraget Vaggeälven (Kivilampälven). Vid provfiske har abborre och gädda fångats i sjön.

## Delavrinningsområde
Rolamp ingår i det delavrinningsområde (666722-131746) som SMHI kallar för Inloppet i Varaldsjön. Medelhöjden är 288 meter över havet och ytan är 19,41 kvadratkilometer. Räknas de 5 avrinningsområdena uppströms in blir den ackumulerade arean 79,26 kvadratkilometer. Vaggeälven (Kivilampälven) som avvattnar avrinningsområdet har biflödesordning 3, vilket innebär att vattnet flödar genom totalt 3 vattendrag innan det når havet efter 355 kilometer. Avrinningsområdet består mestadels av skog (80 procent). Avrinningsområdet har 0,91 kvadratkilometer vattenytor vilket ger det en sjöprocent på 4,7 procent.